# Муса (челник)
Муса или „Млса” (око 1330-пре 1388) је био српски властелин из средине и друге половине XIV века.
У изворима се јавља са титулом челника и био је родоначелник породице Мусића, која је играла значајну улогу у држави кнеза Лазара (1371—1389). У браку са Лазаревом сестром Драганом (Драгињом) имао је три сина: Стефана, Лазара и Јована. Његова област обухватала је масив Копаоника (са рудницима на њему), између средњег тока река Ибар и Лаб.

## Име и порекло
О личности, пореклу и за ову средину нетипичном имену челника Мусе, не знамо ништа . Иако су поједини историчари сугерисали да би могао бити у сродству са Немањићима, ова теза је неоснована, пошто се ни Муса, нити његови синови нити једном позивају на такво порекло, које би им, у тадашњој Србији, свакако било од користи.
Само име са којим се јавља у изворима, источног је порекла и највероватније није његово право име, већ се ради о надимку. Пошто се његово име у повељама јавља у облику Мл`са, поједини научници су изнели хипотезу да је његово право име у себи носило корен мисл. У сваком случају, сматра се да је веома мала вероватноћа да би се он, да је био турског порекла, могао у то доба, отворене отоманске претње, носити високу титулу челника.

## Живот
Прецизних података о његовом животу има веома мало. Сматра се да је рођен око 1330. године, док се Драганом Хребељановић оженио најкасније око 1355. године.
У изворима се први пут јавља 1363. године, као један од учесника у размени жупа Звечана и Брвеника. Том приликом је он уступио Звечан кнезу Војиславу Војиновићу (око 1355—1363), у замену за Брвеник. Кнез Војислав је у том тренутку био најмоћнији великаш у том (рашком) делу Српског царства и добијањем Звечана је заокружио своју област. Саму размену потврдио је повељом цар Урош (1355—1371), а као један од сведока на њој, јавља се и Лазар Хребељановић, са титулом ставиоца, која се, у хијерархијском погледу, налазила испод титуле челника, коју у повељи има Муса.
Последњи пут се помиње 1381. године, на повељу светогорском манастиру светог Пантелејмона, а преминуо је најкасније 1388. године, када се његов син Стефан налазио на челу породице.